# G.koduru
G.koduru est un village du district d'Anakapalli dans l'État d'Andhra Pradesh en Inde. 
Selon le recensement de l'Inde de 2011, la localité compte une population de 1 904 habitants.